# Grågumpsvala
Grågumpsvala (Pseudhirundo griseopyga) är en afrikansk fågel i familjen svalor inom ordningen tättingar.

## Utseende
Grågumpsvalan är en slank, långstjärtad svala med karakteristiskt grå övergump som lättast ses i flykten. Undersidan är ljus och ovansidan mörkblå.

## Utbredning och systematik
Grågumpsvala placeras som enda art i släktet Pseudhirundo. Den delas in i två underarter med följande utbredning:
- Pseudhirundo griseopyga griseopyga – förekommer från södra Etiopien och Sudan till Kenya, Uganda, Kamerun och norra Sydafrika
- Pseudhirundo griseopyga melbina – förekommer från Liberia och Guinea-Bissau till Gabon och nedre Kongofloden

Tillfälligt har den påträffats i Elfenbenskusten, Gambia, Niger och Senegal.

## Levnadssätt
Arten hittas i gräsmarker och öppen savann, vanligen nära vatten. Den ses ofta i små flockar. Fågeln har en udda vana att häcka i gamla gnagarhålor. 

## Status och hot
Arten har ett stort utbredningsområde och en stor population med stabil utveckling och tros inte vara utsatt för något substantiellt hot. Utifrån dessa kriterier kategoriserar internationella naturvårdsunionen IUCN arten som livskraftig (LC). Världspopulationen har inte uppskattats men den beskrivs som lokalt mycket vanlig men sällsynt i Nigeria.